# Abbazia di San Salvatore a Spugna
L'abbazia di San Salvatore a Spugna si trova a Colle di Val d'Elsa, prima di attraversare l'Elsa ed entrare nel centro della città, nel quartiere dell'Abbadia che da lei prende il nome.

## Storia
La fondazione dell'abbazia deve essere avvenuta nella prima metà dell'XI secolo visto che una corte di Spugna appare citata in documenti redatti tra il 1003 e il 1007. La prima testimonianza dell'abbazia è contenuta in un documento di papa Leone IX che viene citato in una bolla di conferma del 1174. I fondatori dell'abbazia sono stati i conti Aldobrandeschi proprietari del castello di Piticcianum e della suddetta corte di Spugna, luoghi entrambi strategici in quanto posti a controllo della via Volterrana sul fiume Elsa e dell'incrocio con la via Maremmana; Gli Aldobrandeschi comunque appaiono tra coloro che possedevano dei diritti sull'abbazia già nel 1008 quando si impegnarono a donarla all'omonima abbazia del monte Amiata e ne mantennero il possesso almeno fino al XIII secolo, quando risulta che in data 29 gennaio 1202 il conte Aldobrandino Aldobrandeschi risiedeva nell'abbazia. Oltre agli Aldobrandeschi, padroni temporali, per un breve periodo verso la fine del XII secolo risultano patroni spirituali gli abati di Bleata, come da bolla di Papa Alessandro III nel 1179.
Nei suoi prima anni di vita la Badia ebbe stretti rapporti con la corte papale testimoniati dalle numerose bolle di papa Leone IX tra il 1049 e il 1054; di papa Alessandro III nel 1159 e il 1179 e di papa Lucio III nel 1183. In tutte queste bolle i pontefici effettuano donazioni o confermano diritti alla badia che verso la fine del XII secolo era diventato un potentato politico ed economico della zona. Interessante è la bolla di papa Lucio III del 23 novembre 1183 in cui sono nominati i beni sottoposti alla sua autorità; solo per la parte riguardante la Val d'Elsa tali beni sono: la chiesa di Santa Maria Assunta a Spugna,la chiesa di San Martino, la chiesa di San Marziale, la chiesa di Santa Maria a Mensanello, la chiesa di San Niccolò a Lano, la chiesa di San Cerbone a Cerniano , la chiesa di Santa Maria a Cortenuova, la chiesa di San Martino a Pontorme e i castelli di Piticciano, Falfino e quello di Staggia. La badia era inoltre proprietaria anche di un quartiere , chiamato Castrum Abbatis, posto all'interno del castello di Colle e inoltre aveva il diritto di riscuotere le decime sui nuovi edifici costruiti. Al crescente potere della Badia corrispondeva l'altrettanta ascesa dei suoi abati come Boso eletto giudice nel 1159 da papa Alessandro III, come Mauro che nel 1174 fece da arbitro in una contesa tra il pievano e l'abate di Martùri; l'abate Scotto tra il 1226 e il 1244 fu giudice con delega papale e infine l'abate Monte tra il 1279 e il 1280 fu il sottocollettore per le decime della diocesi di Volterra. In questo periodo, forse il migliore nella storia della badia, vennero effettuati importanti lavori di ampliamento che donarono al complesso una platea, un nuovo chiostro, un cimitero e un nuovo campanile; una delle campane venne donata al comune di Colle nel 1738 e sul bordo è incisa la seguente iscrizione: + MENTEM SANCTAM SPONTANEAM HONOREM DEO ET PATRIAE LIBERATIONEM + .... SALVATOR. A. D. MCCXXXVIIII.... ME FECIT +.
Fin dall'origine fu assegnata ai monaci Benedettini poi prima del 1244 passò all'ordine Vallombrosano, passaggio confermato con bolla del 10 febbraio 1301 di papa Bonifacio VIII. Dalla fine del XIII secolo in poi il monastero ebbe delle rendite elevate ma progressivamente decrescenti che comunque permisero agli abati di mantenere integro il patrimonio, continuare a riscuotere le decime e insieme al comune di Colle a controllare la viabilità. Risulta che nel 1313 per poter ricostruire il ponte sull'Elsa il monastero dette in permuta della terre al comune, nel 1319 per la costruzione della strada per Selvamaggio si attraversarono dei terreni della Badia. La tassa sugli immobili venne confermata alla badia nel 1380, che comunque aveva continuato a riscuotere per tutto il secolo , e inoltre in quell'anno la badia riceveva della rendite anche dallo Spedale di San Lazzaro.

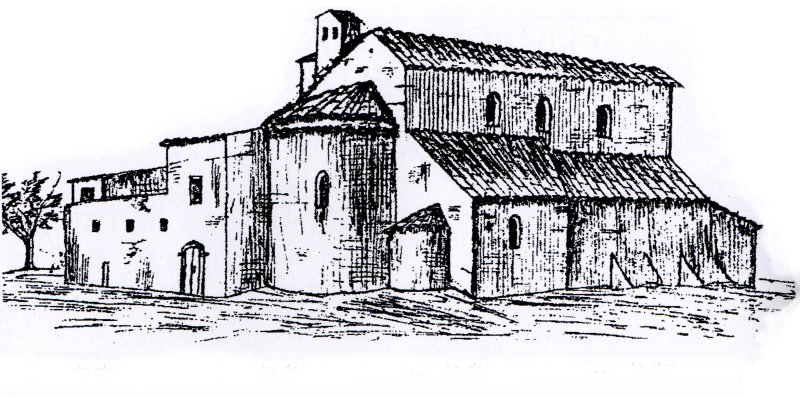
La zona della tribuna (disegno di F.Morozzi, 1775)

Nel 1471 divenne una Commenda assegnata al cardinale Giuliano della Rovere. Nel 1497 vivevano nella badia solo 4 frati ma già il 24 novembre 1507 gli abitanti si erano ridotti ad un solo povero monaco che oltretutto teneva la chiesa chiusa perché pericolante. Dopo il Della Rovere la commenda passò al Cardinale Giovanni Tavernello e da lui nel 1516 passò a Giulio de' Medici che a sua volta la cedette al Cardinale e arcivescovo di Capua Nikolaus von Schönberg, il quale, ottenuto il consenso papale da Clemente VII, la donò nel 1532 allo Spedale degli Innocenti di Firenze. Nel 1591 il patrimonio della badia venne smembrato (infatti per l'erezione della diocesi di Colle si provvedette a trasferire alla nuova mensa vescovile il patrimonio dell'abbazia, mentre lo Spedale fiorentino ebbe dai granduchi altri beni in cambio) e a quel punto cadde definitivamente in rovina ma già durante la visita apostolica del 1576 era stata trovata sine cura anche se al suo interno custodiva molte reliquie, reliquiari e icone tutte oggetto di una fervida devozione popolare. Anche se pericolante nel 1624 venne restaurato in forme barocche l'altare di San Donnino ma fu l'ultimo intervento.

Nel 1760, a causa delle strutture pericolanti, ne fu ordinata la demolizione. Come ricorda Ferdinando Morozzi: 
 e inoltre 
Adibito ad abitazioni private, quello che è rimasto dell'antica Abbazia è stato oggetto di un attento restauro ed attualmente viene utilizzato come Hotel.

## Descrizione

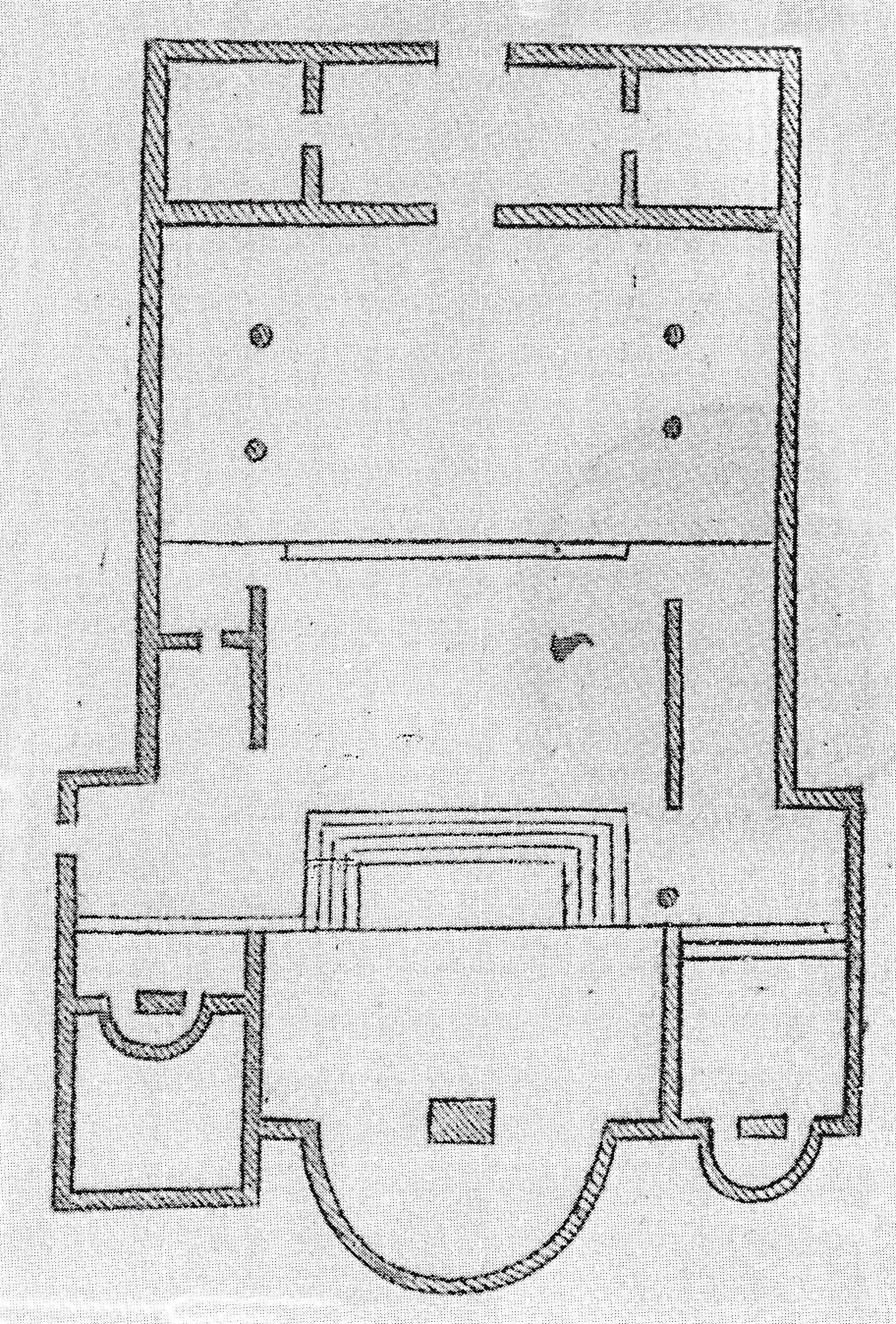
Interno (disegno di F.Morozzi, 1775)

Attualmente dell'abbazia resta solo una parte del muro perimetrale meridionale risalente all'XI secolo. Prime della demolizione nel 1760 l'ingegner Ferdinando Morozzi eseguì un rilievo della chiesa, che qui integralmente riportiamo:
La chiesa era corrispondente al rimanente della fabbrica, essendo ragionevolmente grande, e fabbricata a tre navate con bella facciata e con porta assai ornata di belli intagli d'animali, teste, e fogliami di quei barbari tempi, la quale introduceva in un Vestibolo coperto, indi in Chiesa.
Tre altari erano dentro alla medesima, e l'Altare maggiore era cinto con una bella scala di pietre ben cavate, che lo rendeva svelto, e maestoso unitamente al coro fatto a Tribuna, che dietro al medesimo esisteva. Sotto al medesimo Altare e rispettivo Coro vi era una bella stanza in volta. o sia la Confessione, che per mezzo d'archi posava sopra a quattro piccole colonne di marmo bianco Salino, che apparivano nere, perché la detta confessione era stata ridotta ad uso di Cantina ed erano le medesime ornate nei capitelli di ordine compositi, e perché non erano intieri furono suppliti con mistrura di calcina, e altra materia fortissima, all'intorno del qual confessione molte nicchie con sedili per i monaci esistevano, ed il restante della fabbrica, che ora esiste serviva per i monaci.
L'architettura, con cui fu ideata e fabbricata la chiesa, non è stata mai alterata né trasfigurata, e fino alla sua ultima sussistenza ha manutenuto quell'antica barbarie, in cui era fatta, ed adornata; ma è molto facile a credere, che la facciata del Vestibolo, la qual certamente era stata rifatta, sia posteriore perché ad un braccio sotto terra inserita, è murata nel fondamento della medesima ed è in questo anno 1774 escavata ed estratta una Iscrizione del 1255. La quale certamente in qualche muro di detta Badia, e forse nel muro istesso del Vestibolo restaurato posteriormente esisteva; ma siccome la Chiesa e facciata assolutamente la sua architettura era del VIII o IX secolo, così non è da dirsi, che rifatta sia stata dopo il 1255. tempo accennato dalla surriferita Iscrizione, perché l'architettura sarebbe stata diversa, e sul gusto della Gotica che è assai dissimile dalla più antica e barbara che usava nei tempi anteriori.
È però da notarsi, che in questo luogo, dove esiste il residuo di detta Badia, vi doveva essere nei tempi della bella antichità, ed allorché era in uso la buona Architettura, qualche fabbrica d'importanza, perché nella Tribuna della navata a mano destra furono murati fuori di luogo due Capitelli di marmo di ordine Corinto: in una colonna accanto al Presbiterio, vi fu messo un Capitello Dorico molto maggiore che non lo richiedeva la colonna. Varie Basi Attiche, e vari Cornicioni Corinti sono stati sproporzionatamente adattati in ordine non a loro convenevole. Diversi pezzetti di marmi orientali sono stati malamente adattati per ornare iscrizioni. Inoltre presso la chiesa , e tra le mura sono stati murati dei tronchi di colonne di Granito dell'Elba, e vari pezzi se ne vedono sparsi per terra, tutti segnali che ci assicurano essere serviti ad altra più nobile ed antica fabbrica.
Diversamente però è accaduto al rimanente della Badia, la quale ha cangiato totalmente la sua pristina figura, e fu ridotta a fabbrica regolare di buona architettura per uso dei Commendatarj della medesima, eccettuata però l'antica Sagrestia, o forse refettorio che ancora esiste accosto alla demolita chiesa ornato di pitture del secolo XIV delle quali ora appena se ne scorgono i residui di qualche intiera figura, e varie teste, e altri ornamenti in qua, e là si vedono, che mi hanno assicurato essere stata dipinta da Drea Cennini di Colle di Valdelsa, la quale stanza serve al presente per uso d Capanna,